# Leeds (Utah)
Leeds és una població dels Estats Units a l'estat de Utah. Segons el cens del 2000 tenia 547 habitants.

## Demografia
Segons el cens del 2000, Leeds tenia 547 habitants, 207 habitatges, i 157 famílies. La densitat de població era de 103,5 habitants per km².
Dels 207 habitatges en un 25,1% hi vivien nens de menys de 18 anys, en un 67,6% hi vivien parelles casades, en un 5,3% dones solteres, i en un 23,7% no eren unitats familiars. En el 21,7% dels habitatges hi vivien persones soles el 10,6% de les quals corresponia a persones de 65 anys o més que vivien soles. El nombre mitjà de persones vivint en cada habitatge era de 2,64 i el nombre mitjà de persones que vivien en cada família era de 3,04.
Per edats la població es repartia de la següent manera: un 26% tenia menys de 18 anys, un 6% entre 18 i 24, un 22,1% entre 25 i 44, un 23% de 45 a 60 i un 22,9% 65 anys o més.
L'edat mediana era de 42 anys. Per cada 100 dones de 18 o més anys hi havia 100,5 homes.
La renda mediana per habitatge era de 41.250 $ i la renda mediana per família de 42.500 $. Els homes tenien una renda mediana de 34.375 $ mentre que les dones 19.688 $. La renda per capita de la població era de 17.568 $. Entorn del 4% de les famílies i el 5,8% de la població estaven per davall del llindar de pobresa.

## Poblacions més properes
El següent diagrama mostra les poblacions més properes.